# くらげライダー
くらげライダーは、日本のお笑いコンビ。2008年に結成、2014年に解散した。旧名は松丘山崎（まつおか やまざき）。所属事務所は太田プロダクション。

## 概要
ボキャブラ世代の2人がいくつかのコンビを経た後に結成した。テレ朝チャンネル(CS放送)『ダチョリブレ』内で芸名を上記に改名。
2008年M-1グランプリでは3回戦に進出。また養成所の講師としても活動し、ナベプロ（渡辺プロダクション）の養成所の講師に招かれることもあったが、2014年5月一杯をもって解散となった。

## メンバー
- ヤマザキモータース（1969年2月23日 - ）、本名は山崎晋（やまざき すすむ)。ツッコミ担当。
  - かつては「ノンキーズ」、「山崎末吉」で活動、解散後はピン芸人となった。
- 松丘 慎吾（まつおか しんご　1970年2月19日 - ）、旧芸名はスティーブ・マッツイーン。ボケ担当。
  - かつては「坂道コロンブス」（坂道コロコロ）、「鼻エンジン」で活動、解散後は妻・赤プルとコンビ「赤プルと旦那」を結成。

一時、両者ともにボケ・ツッコミの役割が前コンビと変わったがまた元に戻り、ヤマザキがツッコミ、松丘がボケを務めた。

## 出演番組
- 太田プロライブ 月笑（テレ朝チャンネル）
- むちゃぶり!（TBS）
- ザ・イロモネア（TBS） - 「ゴールドラッシュ」に出演、1週目敗退。
- お笑い図鑑 ハマヌキ（tvk）
- アリケン（テレビ東京）
- 今田耕司プレゼンツ 鶴瓶vs未知数芸人 俺の相方誰やねん!?スペシャル（関西テレビ、2010年1月2日）
- 全種類。（TBS、2010年5月20日）「女の子でも笑える下ネタ仕分け」
- キャくれ家（テレビ朝日、2010年11月12日）
- 新世紀ネタキング決定戦（TOKYO MX、2011年2月10日）
- 雑学王（テレビ朝日、2011年2月28日）